# 何金平
何金平（1963年—），男，白族，云南玉龙人，中华人民共和国政治人物。中央党校马克思主义哲学专业毕业。

## 生平
1988年6月加入中国共产党。曾任中共丽江地委委员、宣传部部长，中共丽江地委副书记，中共丽江市委副书记，中共大理州委副书记、州长。2012年，任云南省教育厅厅长。2016年1月，接替转任中共云南省委秘书长的李邑飞，任云南省人民政府秘书长。2017年7月，任云南省政府副省长。2018年1月，調任河南省政府副省长。2023年1月，任河南省人大常委会副主任。
2008年，当选第十一届全国人民代表大会云南地区代表。2013年，当选第十二届全国人民代表大会云南地区代表。